# La Liga de 2004–05

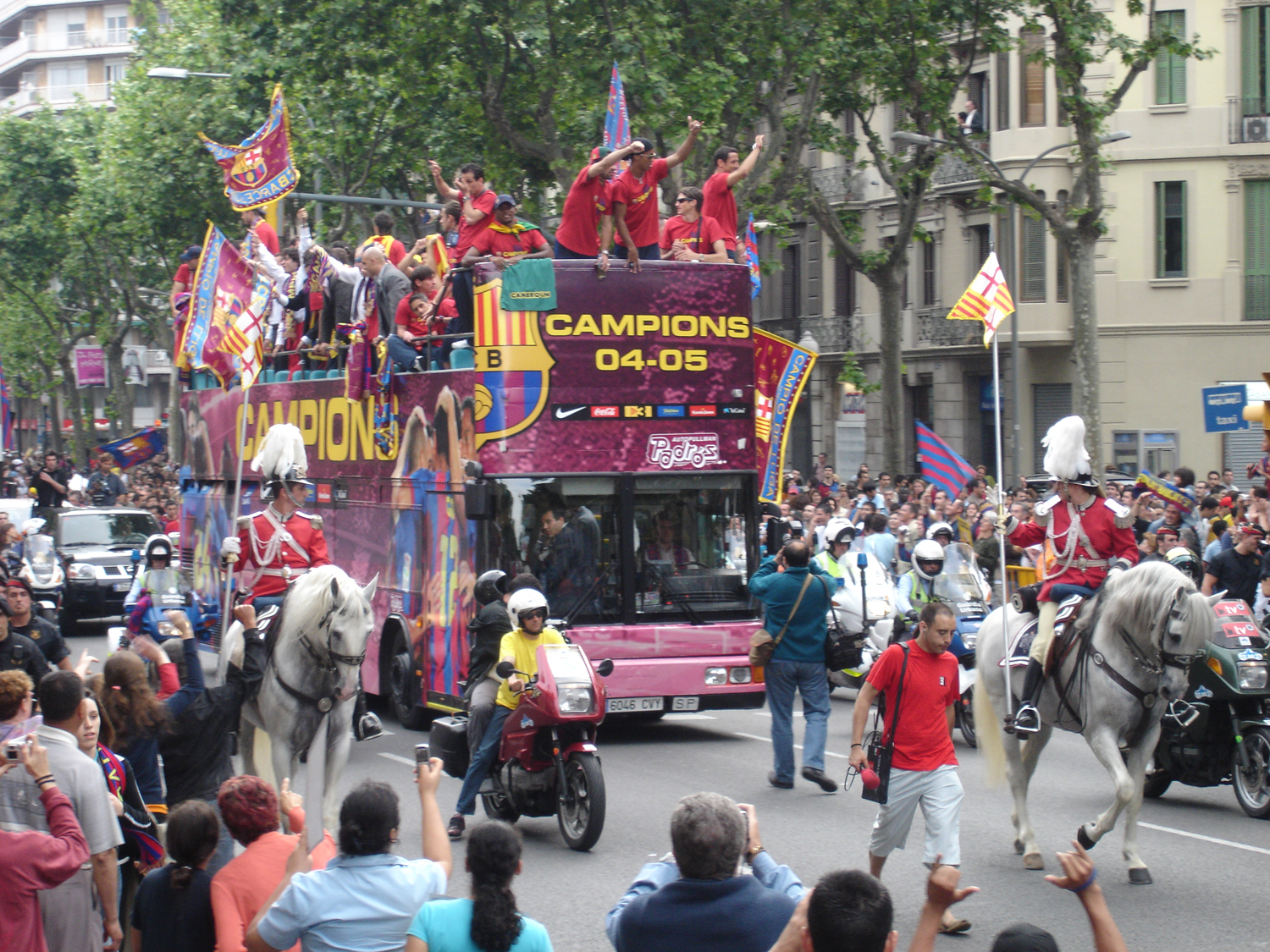
Comemoração do título do FC Barcelona em 2005

A La Liga de 2004–05 foi a 74º edição da Primeira Divisão da Espanha de futebol. Com 20 participantes, o campeão foi o FC Barcelona.